# Cures Sabini
Cures Sabini est une cité antique des Sabins située sur la rive gauche du Tibre, entre le fleuve et la via Salaria, à environ 40 kilomètres au nord-est de Rome. Le site antique se trouve sur le territoire de la commune actuelle de Fara in Sabina, dans la province de Rieti (Italie), au lieu-dit Santa Maria in Arci.

## Histoire
La cité de Cures Sabini semble naître au IXe siècle av. J.-C. et se développe jusqu'au VIe siècle av. J.-C. Elle continue d'exister à l'époque romaine, qui a laissé des vestiges de thermes, d'un petit théâtre et d'une nécropole, révélés par des fouilles menées entre 1874 et 1877, mais elle n'est plus qu'une bourgade au dire de Strabon.
La tradition romaine fait de Cures une cité sabine de grande importance, peut-être la capitale de ce peuple, puisque c'est de Cures que sont venus Titus Tatius et ses hommes, en guerre contre les Romains à la suite de l'enlèvement des Sabines. Le deuxième roi de Rome, Numa Pompilius, venait également de Cures. Enfin, l'étymologie traditionnelle (mais inexacte) du nom des Quirites ou de celui du dieu Quirinus en faisait des dérivés du nom de Cures.
Au Ve et au VIe siècles, la ville est le siège d'un diocèse. Elle est probablement détruite par les Lombards à la fin du VIe siècle. L'habitat se déplace alors sur le site de la ville actuelle de Fara in Sabina, dont le nom révèle l'origine lombarde.